# Pauline Jameson
Pauline Louise Jameson, född 5 juni 1920, död 8 april 2007, var en brittisk skådespelerska.

## Roller i urval
- 1949 – Spader dam
- 1960 – Miljonärskan
- 1961 – Två levande och en död
- 1962 – Massor av bovar
- 1963 – Doktorn på vift
- 1964 – Det är fult att mörda
- 1973 – Nattmaran
- 1976 – Joseph Andrews
- 1996 – Poirot (TV-serie)